# ريجنالد كار
ريجنالد كار (بالإنجليزية: Reginald Carr)‏ هو أمين مكتبة بريطاني، ولد في 20 فبراير 1946 في مانشستر في المملكة المتحدة.